# Ferrocarril Histórico de Puerto Rico
El Ferrocarril Histórico de Puerto Rico fue un parque turístico ubicado en Fajardo, Puerto Rico que operó un ferrocarril histórico de vía estrecha de 1000 mm (3' 32/5") (3 3⁄8 pulgadas) entre 1971 a 1974. 

## Historia
Jorge Wirshing (nieto de colonos cultivadores de caña de azúcar, con un bachillerato (licenciatura) y maestría en Administración de Empresas y experiencia de trabajo con la Destilería Serrallés en Ponce) primero compró en 1957 una locomotora de vapor Glover-2-6-2T a la Central Mercedita de Ponce por  US$581.25 y más tarde en 1967 una locomotora de vapor Baldwin 2-8-0 a la compañía azucarera C. Brewer De Puerto Rico (después de que esta fuera retirada del servicio en el ferrocarril de acarreo de caña de azúcar entre la Central Azucarera Pasto Viejo (Humacao), la Central Azucarera Juncos y la Central Azucarera de Santa Juanita (Caguas), donde finalmente fue almacenada), con el propósito de desarrollar un ferrocarril histórico para atraer turistas al mundo de los ferrocarriles a vapor en una época cuándo las locomotoras de vapor en los ferrocarriles azucareros de Puerto Rico estaban siendo reemplazadas por locomotoras diésel.
Entretanto en 1970, el señor Wirshing consiguió un préstamo de Fomento (Administración de Desarrollo Económico de Puerto Rico) y los permisos de uso de la Autoridad de Tierras de Puerto Rico para utilizar el Ramal Paraíso (al suroeste de la Central Azucarera Fajardo) del antiguo Ferrocarril de la Fajardo Development Company ahora operado por el Gobierno de Puerto Rico en conjunto a las operaciones de la Central Fajardo.
En el mes de abril de 1971 empezó la construcción del desvío para el almacenamiento de las locomotoras Glover y Baldwin, tanques de agua y  combustible y el edificio de la estación para el Ferrocarril Histórico que incluiría la oficina, una ventanilla de venta de boletos, baños, una tienda de souvenirs y la cafetería. Después de meses de paseos de prueba y remodelar cinco vagones de acarreo de caña Gregg a vagones para pasajeros, el tren turístico comenzó los paseos para pasajeros el 4 de septiembre de 1971. Debido a que la temporada de zafra (cosecha de caña de azúcar) duraba de enero a junio, el Ferrocarril Histórico durante esos meses sólo operó los domingos; el resto de año estaba abierto los viernes, sábados, domingos y algunos días feriados. El boleto de adulto costaba US$1.75 y el paseo duraba aproximadamente una hora. Las horas de paseo establecidas fueron: 11:00am - 12:30pm - 2:10pm - 3:40pm - 5:00pm.

### Inventario de locomotoras
Para 1972, el inventario de locomotoras en el Ferrocarril Histórico consistía de ocho locomotoras de vapor:
- Baldwin 2-8-0, ex-Locomotora de vapor Núm. 8 de la Central Pasto Viejo (9-1927) (36 toneladas) (ex-Central Juncos Núm. 8, ex-Eastern Sugar Associates Núm. 8, ex-Fajardo Eastern Sugar Associates  Núm. 8)(ex-C. Brewer De PR E462), llamada "Luisa".[5]
- Glover 2-6-2T, ex-Locomotora de vapor Núm. 4 de la Central Mercedita (1925) (27 toneladas), llamada "Marietta".[6]
- Baldwin 2-8-0, ex-Locomotora de vapor Núm. 7 del Ferrocarril Ponce y Guayama (12-1917)
- Baldwin 2-8-0, ex-Locomotora de vapor Núm. 8 del Ferrocarril Ponce y Guayama (10-1920) (ex-Central Los Caños Núm. 1, "Bayaney")
- Baldwin 2-8-0, ex-Locomotora de vapor Núm. 13 del Ferrocarril Ponce y Guayama (1-1924) (34-toneladas)
- Porter 0-6-0T, ex-Locomotora de vapor de Melchior, Armstrong & Dessau (11-1912) (ex-Central Canovanas Núm. 7) (ex-Fajardo Eastern Sugar Associates Núm. 7) (ex-C. Brewer De PR E451)
- Porter 2-8-2, ex-Locomotora de vapor Núm. 9 de la Central Pasto Viejo (8-1927) (45 toneladas) (ex-Central Juncos Núm. 9) (ex-Eastern Sugar Associatess Núm. 9) (ex-Fajardo Eastern Sugar Associates Núm. 9) (ex-C. Brewer De PR E463)
- Alco-Schenectady 2-8-0, ex-Locomotora de vapor de L.W.& P. Armstrong (12-1935) (52 toneladas) (ex-Fajardo Development Company Núm. 9) (ex-Fajardo Eastern Sugar Associates Núm. 19) (ex-C. Brewer De PR E451)

## Clausura del parque y destino de las locomotoras de vapor
Como resultado de los daños por las inundaciones del 25 de octubre de 1974, las instalaciones el Ferrocarril Histórico sufrieron graves daños, forzando su clausura permanente por falta de ayuda financiera de seguros, del gobierno y de los bancos. Para liquidar las deudas de operación del parque turístico, las dos locomotoras de vapor Glover 2-6-2T y Baldwin 2-8-0 fueron vendidas y enviadas el 9 de abril de 1976 al Museo del Transporte en Caracas, Venezuela, dónde están en exhibición como parte del inventario de locomotoras históricas del museo.